# Таня Реймонд
Таня Реймонд Гелен Катц (англ. Tania Raymonde Helen Katz) — американська акторка. У 2000—2002 роках виконувала роль Синтії Сандерс у телесеріалі «Малкольм у центрі уваги», а у 2006—2010 — роль Алекс Руссо в серіалі «Загублені». Таня також з'явилася у серіалі «Долина смерті» (2011), зіграла головну роль у фільмі жахів «Техаська різанина бензопилою» (2013) і роль Джоді Аріас у телефільмі «Джоді Аріас. Маленький брудний секрет» (2013). У квітні 2015 року приєдналася до акторського складу серіалу «Останній корабель», а у 2016—2021 роках виконувала головну роль в серіалі «Голіаф».

## Біографія
Таня Реймонд Гелен Кац народилася в Лос-Анджелесі, штат Каліфорнія, в сім'ї Енн-Марі та Джона Каца. Її батько — американець із польсько-російсько-єврейським корінням, а мати — француженка з Корсики, яка сповідує католицизм.
Таня вільно володіє французькою мовою, навчалася у Французькому ліцеї Лос-Анджелеса, де здобула ступінь бакалавра французької мови.
Заручена з художником Зіо Зіґлером.
Дебютувала на телебаченні у ролі Реймонд Аліси/молодої Сід в епізоді «Сід у Країні Чудес» телесеріалу «Провіденс». Потім продовжила з'являтися в інших шоу, таких як «Брати Гарсія», «Кімната кошмарів», «Така Рейвен», «Захисник», «Загублені», «Медіум», «Малкольм у центрі уваги» та «NCIS: Полювання на вбивць».
2002 року знялася у своєму першому фільмі «Діти та їхні дні народження», а 2003 року з'явилася в ситкомі «О'Кіфи» як Лорен О'Кіф.
Крім того, з'явилася у серіалі «Загублені», де зіграла Алекс Руссо, прийомну дочку Бенджаміна Лайнуса, якого зіграв Майкл Емерсон.
Таня також знімалася в таких фільмах, як «Гараж» (2006), «По той бік» (2008), «Японія» (2008), «У гонитві за тритисячним» (2008) і «Десь там» (2009). Також з'явилася в серіалі «Зіткнення», де грала разом із вже покійним Деннісом Гоппером.
Реймонд зіграла головну роль Френкі Рафферті, любовне зацікавлення Денні Піно, у шостому сезоні серіалу «Мертва справа».
У 17 років створила короткометражний фільм під назвою «Поділ клітин», фільм брав участь у кінофестивалях по всій країні.
Також знялася в кліпі на пісню «Won't Go Home Without You» гурту Maroon 5.
2013 року Реймонд з'явилася у двох епізодах серіалу «Пожежники Чикаго» телеканалу «NBC». Крім того, зіграла роль Джоді Аріас, людини, засудженої за вбивство, у телевізійному фільмі під назвою «Джоді Аріас: Маленький брудний секрет» (2013).
У 2016—2021 роках грала головну роль в серіалі «Голіаф», який отримав «Золотий глобус». Одну з ролей у серіалі також виконував Біллі Боб Торнтон.

## Фільмографія

### Кіно
| Рік  | Назва українською                    | Назва                                  | Роль                       | Нотатки         |
| ---- | ------------------------------------ | -------------------------------------- | -------------------------- | --------------- |
| 2002 | Діти та їхні дні народження          | Children on Their Birthdays            | лілі Джейн Боббіт          |                 |
| 2006 | Гараж                                | The Garage                             | Бонні Джін «Бі-Джі» Bonnie | Direct-to-DVD   |
| 2008 | Японія                               | Japan                                  | Мей                        |                 |
| 2008 | Закордонний обмін                    | Foreign Exchange                       | Аніта Дуарте               |                 |
| 2009 | Ґудсем і Макс                        | GoodSam and Max                        | Сем                        | короткометражка |
| 2009 | Десь там                             | Elsewhere                              | Джілліан                   |                 |
| 2009 | Бездоганна концепція Маленької Діззл | Immaculate Conception of Little Dizzle | Етил                       |                 |
| 2009 | Дика вишня                           | Wild Cherry                            | Гелен МакНіколь            |                 |
| 2009 | Все ще чекаю                         | Still Waiting…                         | Ембер                      | Direct to-DVD   |
| 2010 | По той бік                           | The Other Side of the Tracks           | Амелія                     | TV to-DVD       |
| 2010 | У гонитві за тритисячним             | Chasing 3000                           | Келлі                      |                 |
| 2011 | Чіллерама                            | Chillerama                             | Зельда                     | Direct to-DVD   |
| 2011 | Лузери забирають все                 | Losers Take All                        | Венді Горовітц             |                 |
| 2011 | Діти-трофеї                          | Trophy Kids                            | Тіффані                    |                 |
| 2012 | Божевільні очі                       | Crazy Eyes                             | Отем                       |                 |
| 2012 | Сумний як джаз                       | Blue Like Jazz                         | Лорін                      |                 |
| 2012 | Hatching Max                         | Hatching Max                           | Шелл                       | короткометражка |
| 2013 | Техаська різанина бензопилою         | Texas Chainsaw 3D                      | Ніккі                      |                 |
| 2014 | Дівчата Менсона                      | Manson Girls                           | Леслі Ван Готен            |                 |
| 2017 | Брудні брехні                        | Dirty Lies                             | Ембер                      |                 |
| 2019 | Скали свободи                        | Cliffs of Freedo                       | Анна Крістіна              | [ 7 ]           |
| 2020 | Глибоке синє море 3                  | Deep Blue Sea 3                        | Доктор Емма Коллінс        | Direct to-DVD   |
| 2022 | Дні Футри                            | Futra Days                             | Ніколь                     |                 |
| 2023 | Стенографіст                         | Walden                                 |                            |                 |

### Телебачення
| Рік       | Назва українською                     | Назва                           | Роль                        | Нотатки                                 |
| --------- | ------------------------------------- | ------------------------------- | --------------------------- | --------------------------------------- |
| 2000      | Провіденс                             | Providence                      | Еліс/ молода Сід            | Епізод: «Syd in Wonderland»             |
| 2000      | Брати Гарсія                          | The Brothers García             | Ніколь                      | Епізод: «No hablo Espanol»              |
| 2000–2002 | Малкольм у центрі уваги               | Malcolm in the Middle           | Синтія                      | 4 епізоди                               |
| 2001      | Кімната жахів                         | The Nightmare Room              | Бет                         | Епізод: «Scareful What You Wish For»    |
| 2003      | Така Рейвен                           | That's So Raven                 | Карлі                       | Епізод: «Saving Psychic Raven»          |
| 2003      | О'Кіфи                                | The O'Keefes                    | Лорен О'Кіф                 | 8 епізодів                              |
| 2003      | Захисник                              | The Guardian                    | Петра                       | Епізод: «Big Coal»                      |
| 2005      | NCIS: Полювання на вбивць             | 'NCIS                           | Анна Ріл                    | Епізод: «An Eye for an Eye»             |
| 2006      | Медіум                                | Medium                          | Тейлор Ґрін                 | Епізод: «S.O.S.»                        |
| 2006–2010 | Загублені                             | Lost                            | Алекс Руссо                 | 21 епізод                               |
| 2008      | Чистельник                            | The Cleaner                     | Ніка                        | Епізод: «Five Little Words»             |
| 2008      | Місце злочину: Нью-Йорк               | CSI: NY                         | Лора Роман                  | Епізод: «The Cost of Living»            |
| 2008      | По той бік                            | Other Side of the Tracks        | Амелія                      | телефільм                               |
| 2008–2010 | Мертва справа                         | Cold Case                       | Френкі Рафферті             | 8 епізодів                              |
| 2009      | Кістки                                | Bones                           | Лексі                       | Епізод: «Mayhem on a Cross»             |
| 2009      | Зіткнення                             | Crash                           | Роксана Тігпен              | 2 епізоди                               |
| 2009      | Закон і порядок: Злочинні наміри      | Law & Order: Criminal Intent    | Шеллі Сміт / Біргіт Касперс | Епізод: «Revolution»                    |
| 2010      | Забуті                                | The Forgotten                   | Сара Пул                    | Епізод: «Mama Jane»                     |
| 2010      | Дивись                                | Look: The Series                | Кортні                      | 3 епізоди                               |
| 2011      | Гаваї 5.0                             | Hawaii Five-0                   | Мелані Айрес                | Епізод: «Ma'eme'e»                      |
| 2011      | Долина Смерті                         | Death Valley                    | Офіцер Карла Ріналді        | 12 епізодів                             |
| 2012      | 90210: Нове покоління                 | 90210                           | Соня                        | 3 епізоди                               |
| 2012      | Переплутані при народженні            | Switched at Birth               | Зарра                       | 10 епізодів                             |
| 2013      | Пожежники Чикаго                      | Chicago Fire                    | Офіцер Ніколь Сермонс       | 2 епізоди                               |
| 2013      | Джоді Аріас. Маленький брудний секрет | Jodi Arias: Dirty Little Secret | Джоді Аріас                 | телефільм                               |
| 2014      | Штучний інтелект                      | Intelligence                    | Емілі                       | Епізод: «Secrets of the Secret Service» |
| 2014      | Теорія великого вибуху                | The Big Bang Theory             | Іветт                       | Епізод: «The Locomotive Manipulation»   |
| 2015      | CSI: Місце злочину                    | CSI: Crime Scene Investigation  | Тіна                        | Епізод: «Hero to Zero»                  |
| 2015–2016 | Останній корабель                     | The Last Ship                   | Велері Реймонд              | 4 епізоди                               |
| 2016–2021 | Голіаф                                | Goliath                         | Бріттані Голд               | 24 епізоди                              |
| 2023      | Спецпризначенці                       | S.W.A.T.                        | Еббі                        | Епізод: Witness                         |
| 2023      | NCIS: Полювання на вбивць             | NCIS                            | Клої Марлін                 | Епізод: Evil Eye                        |